# Olovnice
Olovnice település Csehországban, a Mělníki járásban. Olovnice Kralupy nad Vltavou, Neuměřice, Otvovice, Velvary és Slatina településekkel határos. Lakosainak száma 576 fő (2024. január 1.).

## Népesség
A település lakosságának változását az alábbi diagram mutatja:
| Lakosok száma | 603  | 685  | 663  | 639  | 547  | 435  | 541  | 540  | 548  | 576  |
|               | 1869 | 1890 | 1921 | 1950 | 1980 | 2001 | 2017 | 2019 | 2022 | 2024 |